# Ammuntadore
L'ammuntadòre (dal sardo ammuntare/-ai "avere incubi") è una creatura della mitologia sarda che attaccherebbe le persone nel sonno tramite gli incubi (in sardo chiamati ammuntadùras). Per alcuni versi questa figura non sembrerebbe altro che un'interpretazione dell'incubo dei romani.

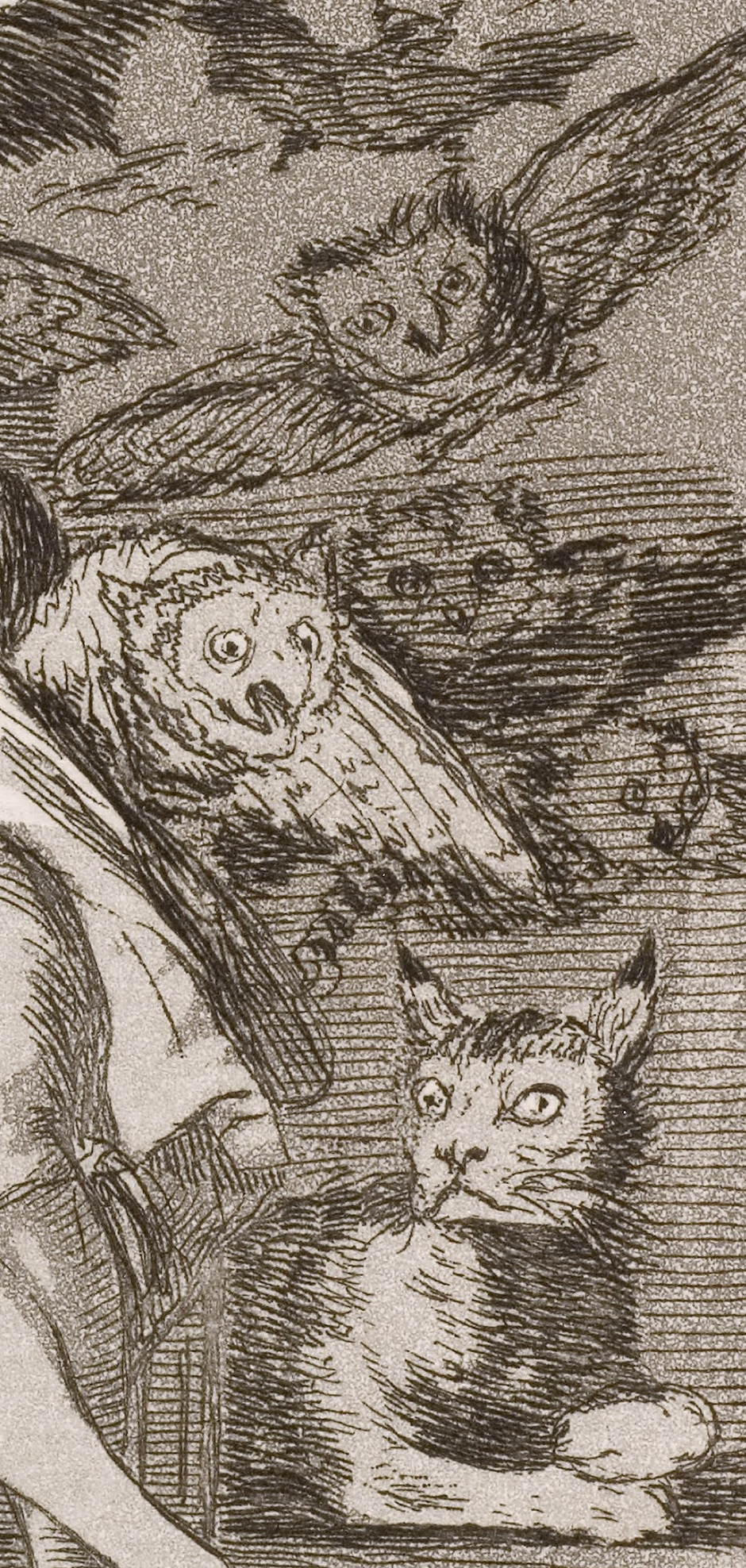
Incubi in forma di animali mostruosi

## Storia
Si hanno molte testimonianze riguardo all'esistenza di esseri notturni fantastici, ma di figure capaci talvolta di agire sfruttando il sonno delle persone con malignità, in Sardegna, pare se ne parlasse da tempo. Per alcuni studiosi tale credenza ebbe principalmente origine dopo il 241 a.C., ovvero dopo la cattura dell'isola da parte dei romani a seguito della vittoria riportata sui Cartaginesi, ma per altri la Sardegna avrebbe sviluppato queste superstizioni già molto prima.
Sarebbe ancora oggi possibile ascoltare dagli anziani qualche racconto al riguardo sebbene molte testimonianze comincino a mancare e queste credenze inizino ad abbandonare l'interesse delle nuove generazioni.
L'Ammuntadore avrebbe perso col tempo il suo carattere di spirito notturno assumendone uno più "cristiano" comunemente associato a quello di Satana.
Esisterebbero anche formule e preghiere tutt'oggi ottenibili per scacciare questo demone.
Dai sintomi espressi dalle presunte persone visitata da questi spiriti si direbbe che siano le creature della notte chiamate dai romani Incubi (Incubus) o, nella versione femminile, Succubi (Succubus). Tali sintomi coinciderebbero con forte pressione sul petto, visioni macabre e spaventose in alcuni casi la morte della vittima per soffocamento. Da queste descrizioni l'ammuntadore e gli incubi sono molto simili e sono quindi probabilmente lo stesso demone o ente con un diverso nome.

## Testimonianze
Davvero tante son le persone che dicono di esser state sue vittime. A quanto riportano varie testimonianze, dovrebbe trattarsi di un essere che non possiede una vera e propria forma poiché questa cambia a seconda della vittima. Porta un senso di soffocamento e di disperazione che spesso arrivano a svegliare il dormiente. Una volta svegli ci si troverebbe davanti ad uno spettacolo davvero macabro: alcuni sostengono di aver visto l'Ammutadori sotto forma di strega, di scheletro, di nuvole di vapore, di persone il cui volto non era ben visibile o insanguinato. Durante questo periodo di tempo solitamente breve, non si può muover alcun muscolo e se si prova ad urlare, non ci si riesce. Alcuni sostengono di aver provato anche forti dolori al petto come se qualcosa si trovasse su di esso e li obbligasse a rimanere come paralizzati.

## Teorie
Ovviamente molti sono gli scettici e questo genere di apparizioni sono da considerarsi semplicemente come normali incubi notturni o suggestione. 
L'aspetto che si attribuisce all'Ammutadori è infatti generalmente collegato alla morte (tranne per alcuni casi) e quindi ciò potrebbe semplicemente esser dovuto al timore di chi fa sogni riguardo a questo argomento. 
Una teoria legata allo stato di paralisi che si prova durante l'attacco de s'Ammutadori riporta al passaggio tra la veglia e il sonno, o viceversa. In questa fase particolare, il corpo si trova addormentato mentre la mente risulta essere cosciente.

## Altri media

### Film e Fumetti
- S'Ammutadori - We Are Not Alone (2021) è un corto animato diretto da Francesca Floris, in cui due giovani di nome Anna e Las dovranno lottare contro i demoni dei propri incubi.[1]
- Un S'Ammutadore di nome Ammu appare fra i protagonisti de La Dottoressa Heja e il Drago dei Nuraghi (Federico Paccani, Edizioni A.Car, 2024), insieme a varie altre creature del folklore sardo che formeranno un'alleanza per combattere il Drago di Baunei.